# DAUGHTER
『DAUGHTER』（ドーター）は、2023年12月15日に公開された日本映画。監督は菅野祐悟、主演は竹中直人と関川ゆか。 作曲家である菅野祐悟が監督として挑んだデビュー作。
プロモーションはWEB上のみで行われ、5つの劇場（ヒューマントラストシネマ渋谷、kino cinéma横浜みなとみらい、kino cinéma天神、大阪ステーションシティシネマ、ミッドランドスクエアシネマ）で公開された。

## あらすじ
妻を亡くした父親（晴人）と、娘（美宙）の親子の物語。美宙の父・晴人は、亡き妻を忘れられず、その影をずっと追い求めながら過ごしていた。そんな父を好きになれない娘。そんな親子に、若年生アルツハイマーという悲劇が降りかかる。人は死んだらどこに行くのか。物理や量子力学の観点から、死や記憶について問いかける。

## キャスト
遠野晴人
演 - 竹中直人
遠野美宙、遠野美裕
演 - 関川ゆか
雨宮恵
演 - 上地由真
神山楓
演 - 近藤勇磨
遠野晴人（16歳）
演 - 若林瑠海
遠野晴人（35歳）
演 - 松代大介
星崎真
演 - 奥田圭悟
遠野美宙（13歳）
演 - ゆのん
遠野美宙（3歳）
演 - 美莉奈
遠野美宙（2ヶ月）
演 - 植松燈理
南瑠衣
演 - かとうれいこ

## スタッフ
※出典
- 監督 - 菅野祐悟
- 脚本 - 宇咲海里
- 企画 - 酒井伸泰
- プロデュース - 酒井伸泰
- エグゼクティブプロデューサー - 染谷めぐみ
- チーフプロデューサー - 吉岡純平
- ラインプロデューサー - 土屋江里奈
- 監督補 - UBUNA
- 撮影 - Ussiy
- ドローン撮影 - Ussiy
- 照明 - 中島浩一
- 録音 - 横田彰文
- ヘアメイク - 安藤メイ
- テクニカルディレクター - 曽根真弘
- カラーグレーディング - Ussiy 仁宮裕
- 整音 - 中島浩一
- 音響効果 - 中島浩一
- MA - 中島浩一
- サウンドアドバイザー - 岩浪美和
- 編集 - Ussiy 仁宮裕 増本竜馬
- 音楽 - 菅野祐悟
- レコーディング＆ミキシングエンジニア - 葛島洋一
- オープニング曲 - KIM SUNGJE
- エンディング曲 - KANATSU
- 挿入曲「ACT」チェロ - 宮田大
- 挿入曲「ACT」ピアノ - ジュリアン・ジェルネ
- 「Daughter」クラシックギター - 朴葵姫
- モーションタイポグラフィー - 仁宮裕
- Bカメラ - 福田陽平
- 助監督 - 木下遊貴